# Anatoli Davidoviç
Anatoli Nikolayeviç Davidoviç (belarussisch Анатоль Мікалаевіч Давідовіч Anatol Mikalajewitsch Dawidowitsch; * 28. März 1965 im Rayon Kopilsk, Minskaja Woblasz, Weißrussische SSR, UdSSR; † 12. Juni 1992 in Baku, Republik Aserbaidschan) war ein aserbaidschanischer Offizier und Nationalheld Aserbaidschans weißrussischer Abstammung. Er starb im Ersten Bergkarabachkrieg.

## Biographie
Davidoviç schloss 1982 eine allgemeinbildende Schule in Sluzk ab und wurde im selben Jahr in die Frunse Höhere Artilleriekommandoschule im ukrainischen Sumy aufgenommen. Nach dem Abschluss diente er in der Gruppe der Sowjetischen Streitkräfte in Deutschland, bevor er 1989 nach Aserbaidschan abkommandiert wurde.
In Aserbaidschan war Davidoviç Stabschef eines Artillerieregiments im Transkaukasischen Militärbezirk in der Stadt Gəncə.
Mit dem Übergang armenisch-aserbaidschanischer Auseinandersetzungen in Bergkarabach in die kriegerische Phase trat Davidoviç, mittlerweile im Rang eines Hauptmanns, mit anderen Militärs des Standortes Gəncə Anfang 1992 in die neu gegründete Streitkräfte der Republik Aserbaidschan ein, andere traten auf armenischer Seite in den Krieg ein. Als Berufsmilitär wurde er dort schnell zum Major befördert und bildete hauptsächlich Artilleristen aus.
Davidoviç beteiligte sich zudem an unzähligen Kämpfen um die Provinz Ağdam, um die Ortschaften gegen die Übergriffe armenischer Einheiten zu verteidigen. 
Bei einem Gefecht um das armenisch bewohnte Dorf Nachitschewanik nordöstlich von Stepanakert (Xankəndi, Chankändi) in Bergkarabach (aserbaidschanisch: Naxçıvanlı in der Provinz Xocalı) wurde er am Kopf schwer verletzt und starb drei Tage später in einem Krankenhaus in Baku. Er wurde in Sluzk beigesetzt.
Per Dekret des aserbaidschanischen Präsidenten vom 3. Juli 1992 wurde Davidoviç zum Nationalheld Aserbaidschans ernannt.

## Andenken
Eine der Straßen in Gəncə wurde nach Davidoviç benannt.